# Milanówek
Milanówek is een stad in het Poolse woiwodschap Mazovië, gelegen in de powiat Grodziski. De oppervlakte bedraagt 13,52 km², het inwonertal 15.496 (2005).

## Verkeer en vervoer
- Station Milanówek